# Konvoikommodore

Die Signalflagge „X“ als Zeichen eines Konvoikommodores

Ein Konvoikommodore ist der Führer eines Geleitzuges von Handelsschiffen. Er untersteht in der NATO im Regelfall dem Führer des den Konvoi schützenden Marineverbandes, des Officers in Tactical Command (OTC). Seine Aufgabe besteht darin, Formation und Bewegungen des Konvois zu koordinieren, während der OTC die geleitenden Kriegsschiffe befehligt.
Als Konvoikommodore werden Marineoffiziere oder besonders ausgebildete nautische Offiziere eingesetzt, gegebenenfalls der Kapitän eines der Schiffe im Konvoi.
Konvoikommodore waren im Zweiten Weltkrieg für die Ordnung der Handelsschiffe in den britischen Konvois verantwortlich. Normalerweise war der Konvoikommodore ein pensionierter Marineoffizier oder ein älterer Handelskapitän aus dem Royal Naval Reserve. Er war an Bord eines der Handelsschiffe im Konvoi. Der Konvoikommodore wurde vom Kommandanten des Geleits des Konvois unterschieden, der immer ein aktiver Marineoffizier war.